# John Barbata
John Barbata, né le 1er avril 1945 à Passaic dans le New Jersey et mort le 8 mai 2024, est un batteur américain de pop et de rock des années 1960 et 1970.

## Biographie

### Carrière
La carrière de John Barbata a commencé lorsqu'il était étudiant en deuxième année à la San Luis Obispo High School, en Californie, où il jouait dans un groupe nommé The Sentinals.
Après The Sentinals, il part avec Lee Michaels à Hollywood pour poursuivre leur carrière musicale. Un mois après leur arrivée, il apprend que les Turtles recherchent un batteur. Lors de son audition, il enregistre  Happy Together en une seule prise. Le producteur, Bones Howedit, encourage le groupe à l'intégrer. Il enregistrera dix succès avec les Turtles dont She'd Rather Be With Me, You Showed Me et Elenore, qu'il coécrit.
Après les Turtles, il rejoint Crosby, Stills, Nash and Young, avec lesquels il part en tournée et enregistre 4 Way Street. Il participe à Songs for Beginners, de Graham Nash, à l'album en public Time Fades Away et au titre Ohio, de Neil Young, ainsi qu'à l'album Stephen Stills, de Stephen Stills. Il participera à sept albums des membres du groupe.
Après Crosby, Stills, Nash and Young, il part pour San Francisco et rejoint en 1972 le groupe Jefferson Airplane, qui deviendra Jefferson Starship ; il est le seul batteur à avoir joué avec les deux groupes. Il joue les succès du groupe, comme Miracles, Count on Me, Ride the Tiger et With Your Love, et il participe à dix albums. De plus, avec le guitariste Joel Scott Hill et le bassiste Bob Mosley du groupe The Strangers, il collabore à Manhole, de Grace Slick, la chanteuse de l'Airplane et du Starship.
Il a aussi travaillé avec Eric Clapton, Leon Russell, Dave Mason et bien d'autres musiciens. Selon son autobiographie il aurait participé à plus de cent albums.
John Barbara meurt le 8 mai 2024 à l’âge de 79 ans.